# Meine wunderbare Familie
Meine wunderbare Familie ist eine deutsche Fernsehfilmreihe, die von 2008 bis 2010 im ZDF lief. In Österreich wurde sie vom ORF 2 ausgestrahlt. Gedreht wurde größtenteils in Berlin, Potsdam, auf Rügen sowie in den Bundesländern Brandenburg und Mecklenburg-Vorpommern. Die fünfte Folge entstand hauptsächlich in Costa Rica. Weil die Quoten nicht mehr die Erwartungen erfüllten, wurde die Filmreihe nach Folge 7 eingestellt.

## Über die Filmreihe
Die Serie spielt in Berlin. Dort hat die geschiedene Hanna Sander als ehemalige Weltmeisterin das Training in Ruderverein ihrer 13-jährigen Tochter Lilly übernommen. Jan Kastner wiederum ist erfolgreicher Eigentümer einer Kaffeerösterei und durch den tödlichen Unfall seiner Frau alleinerziehender Vater des achtjährigen Tim.
Bei einem Autounfall lernen sich Hanna und Jan kennen. Nach mehreren Treffen verlieben sich die beiden ineinander, was zunächst von der pubertierenden Lilly nicht akzeptiert wird. Nach diversen Streitereien und einem gemeinsamen Ostseeurlaub finden die vier jedoch immer mehr zueinander: Hanna und Lilly ziehen zu Jan und Tim.
Nach weiteren Hochs und Tiefs (Jans Eltern wollen sich trennen, die Kaffeerösterei steht vor einer feindlichen Übernahme, Hanna lernt ihren leiblichen Vater kennen, Lilly hat Liebeskummer etc.) sind alle Probleme überwunden und die geplante Hochzeit im engsten Familienkreis sowie anschließend eine aufregende Reise nach Costa Rica finden statt.

## Folgen
| # | Titel                    | Premiere      | Zuschauer                      | Regisseur         |
| - | ------------------------ | ------------- | ------------------------------ | ----------------- |
| 1 | Die zweite Chance        | 12. März 2008 | 5,69 Mio.                      | Bernhard Stephan  |
| 2 | Einmal Ostsee und zurück | 16. März 2008 | 6,65 Mio.                      | Bernhard Stephan  |
| 3 | Alle unter einem Dach    | 25. Jan. 2009 | 5,02 Mio.                      | Ariane Zeller     |
| 4 | Hochzeitsvorbereitungen  | 1. Feb. 2009  | 5,23 Mio.                      | Ariane Zeller     |
| 5 | ...in Costa Rica         | 19. Apr. 2009 | 5,02 Mio.                      | Karsten Wichniarz |
| 6 | ...auf neuen Wegen       | 7. Feb. 2010  | 4,83 Mio. (12,9 % Marktanteil) | Monika Zinnenberg |
| 7 | ...in anderen Umständen  | 7. Nov. 2010  |                                | Karsten Wichniarz |